# Diga di Matsuno
La diga di Matsuno (松野ダム?, Matsuno damu) è una diga a riempimento di terra sul fiume Kani nella prefettura di Gifu, in Giappone.

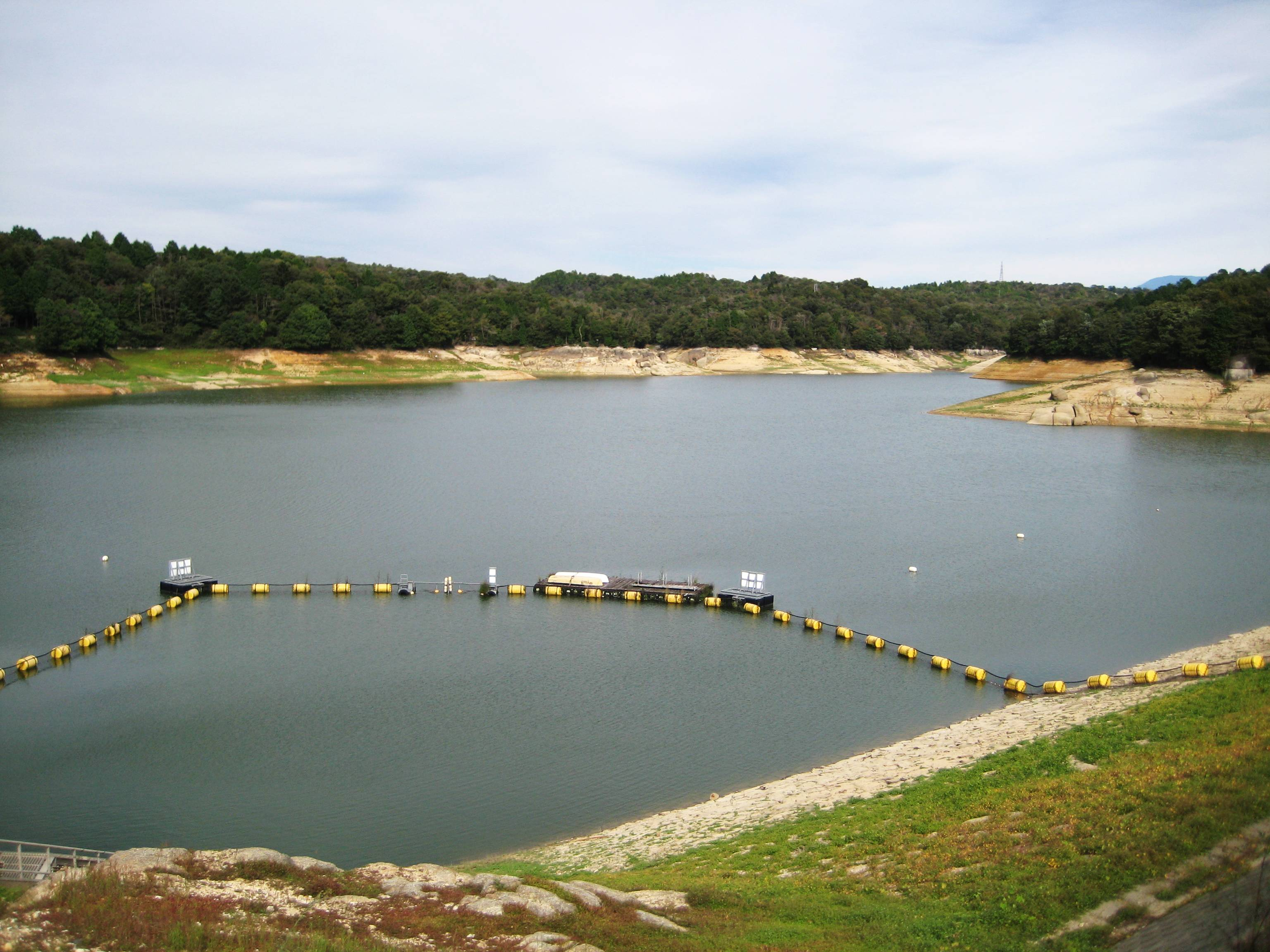